# Kashō Takabatake
Kashō Takabatake (高畠 華宵, Takabatake Kashō, 6 avril 1888 - 31 juillet 1966) est un illustrateur et peintre japonais.

## Biographie
Kashō Takabatake naît le 6 avril 1888 dans la préfecture d'Ehime sur l'île de Shikoku dans un endroit isolé appelé Uwajima. Après avoir étudié les arts plastiques à Osaka puis à Kyoto, il s'installe à Tokyo. Là il réalise d'abord des cartes postales puis de nombreuses illustrations pour des magazines comme Shōjo Sekai qui lui valent une grande célébrité. Il est surtout remarqué par sa représentation des femmes, très éloignée de ce qui se faisait et de l'image traditionnelle. Ces personnages féminins apparaissent plus libres, plus émancipées sexuellement que ceux attendus dans la société patriarcale du début du XXe siècle. L'expansionnisme guerrier du Japon à partir des années 1930 l'amène à se retirer de l'illustration. Il y revient après-guerre mais avec moins de succès. C'est seulement à partir des années 1960 qu'il est redécouvert. Il meurt le 31 juillet 1966.

## Analyse
Les personnages féminins dessinés par Kashō Takabatake ont très souvent des traits androgynes .